# Tulamni
Pour les articles homonymes, voir Tuolumne.
Le tulamni est une langue amérindienne de la famille des langues yokuts parlée aux États-Unis, dans sud de la Californie.

## Grammaire

### Pronoms
Le tulamni possède, comme d'autres parlers yokuts, des pronoms impératifs qui sont yahak’, au singulier, et yahan, au pluriel.
Parmi les pronoms démonstratifs, la langue distingue la proximité. On trouve xi, ceci, xuntu, ceci (invisible), tʰa, cela.
- Paradigmes de ceci[2].

|           | singulier | duel   | pluriel |
| --------- | --------- | ------ | ------- |
| nominatif | xi        | xisak’ | xisan   |
| accusatif | xiŋ       | -      | -       |
| génitif   | -         | -      | xislin  |

- Paradigmes de ceci (invisible)[3].

|           | singulier | duel      | pluriel  |
| --------- | --------- | --------- | -------- |
| nominatif | xuntu     | xuntusak’ | xuntusan |
| accusatif | xintuŋ    | -         | -        |

- Paradigmes de cela, dont seules les formes suivantes sont connues[4].

|           | singulier | duel | pluriel |
| --------- | --------- | ---- | ------- |
| nominatif | tʰa       | -    | tʰasin  |